# Clash of the Champions 29
|  | Sammenskrivningsforslag Artiklen Clash of the Champions 29 er foreslået føjet ind i Clash of the Champions. (Siden juni 2017) Diskutér forslaget |

 Der er for få eller ingen kildehenvisninger i denne artikel, hvilket er et problem. Du kan hjælpe ved at angive troværdige kilder til de påstande, som fremføres i artiklen.

Clash of the Champions 29 var den 29. udgave af WCW's tv-program Clash of the Champions. Den blev holdt i Jacksonville, Florida, USA d. 16. november 1994.

## Kampe
- WCW World Tag Team Championship: Stars & Stripes besejrede Pretty Wonderful
- WCW World Television Title: Johnny B. Badd besejrede Honky Tonk Man
- Harlem Heat besejrede Nasty Boys
- Vader besejrede Dustin Rhodes
- WCW United States Heavyweight Title: Hacksaw Jim Duggan besejrede Steve Austin via diskvalifikation
  - Steve Austin havde sagt, at han havde en overraskelse til Duggan. Få sekunder inde i kampen løb Vader ind i ringen og angreb brutalt Duggan. Vader udfordrede dermed Duggan til en kamp om US-titlen.
- Six Man Tag Match: Hulk Hogan, Sting og Dave Sullivan besejrede The Butcher, Avalanche og Kevin Sullivan
  - Den 250 kg tunge, Avalanche, hoppede voldsomt oven på Dave Sullivans arm og han måtte udgå tidligt i kampen. Det lykkedes dog alligevel Hogan og Sting at vinde kampen to mod tre. Efter kampen fortsatte den farlige trio med at gå løs på Hogan og Sting, og politiet måtte træde ind i ringen og stoppe dem. Inden da havde The Butcher med et sleeperhold gjort Hulk Hogan bevidstløs.